# Număr Reynolds
Numărul Reynolds (Re) este o mărime adimensională folosită în mecanica fluidelor pentru caracterizarea unei curgeri, în special a regimului: laminar, tranzitoriu sau turbulent.
Conceptul a fost introdus de George Gabriel Stokes în 1851, dar a fost numit după Osborne Reynolds (1842–1912), care l-a popularizat în 1883.

## Definiție
Numărul Reynolds este raportul dintre forțele de inerție și forțele de frecare viscoasă. Expresia sa matematică este:
{\displaystyle \mathrm {Re} ={\frac {\rho \,w\,l}{\mu }}={\frac {w\,l}{\nu }}}
unde:
- {\displaystyle w\,} este viteza fluidului, în [m/s],
- {\displaystyle l\,} este dimensiunea caracteristică, în [m],
- {\displaystyle \rho \,} este masa volumică a fluidului, în [kg/m³],
- {\displaystyle \mu \,} este viscozitatea dinamică a fluidului, în [Pa.s],
- {\displaystyle \nu \,} este viscozitatea cinematică a fluidului, în [m²/s] ({\displaystyle \nu =\mu /\rho \,}).

Unitățile indicate (în SI) sunt informative, deoarece numărul Reynolds fiind adimensional, valoarea sa este aceeași în orice sistem de unități coerent.
Calitativ, numărul Reynolds poate caracteriza raportul dintre transportul momentului forței prin convecție și cel prin difuzie.

## Numărul Reynolds și regimul de curgere
Curgerile la care numărul Reynolds este mare decurg turbulent, iar cele la care este mic decurg laminar. Pentru curgeri în țevi, un număr Reynolds peste 4000 indică o curgere turbulentă, iar unul sub 2100 o curgere laminară. Domeniul care corespunde curgerilor cu număr Reynolds între 2100 și 4000 este considerat de tranziție.